# 里奇蘭鎮區 (堪薩斯州斯塔福德縣)
里奇蘭鎮區（英語：Richland Township）為美國堪薩斯州斯塔福德縣轄下的鎮區。2010年美国人口普查中此鎮區人口有40人。

## 地理
里奇蘭鎮區涵蓋總面積為93.7平方（36.18平方英里），其中陸地面積為93.7平方（36.18平方英里），水域面積為0平方（0.00平方英里）或0.00%。

## 人口統計
根據2010年美國人口普查，里奇蘭鎮區人口有40人，其中男性有19人，女性有21人，人口密度為每平方公里0.43人，住房計25戶。鎮區內的白人有35人，非裔美國人有0人，美洲原住民有5人，亞裔美國人有0人，太平洋島裔美國人有0人，其他種族有0人，混血種族則有0人。此外鎮區內有0人為西班牙裔或拉丁裔美國人。此鎮區之年齡中位數為49.0歲，而男性年齡中位數為50.5歲，女性年齡中位數為48.5歲。

## 交通

### 主要公路
- 50號美國國道